# Rio Cricket AA
Rio Cricket AA is een Braziliaanse voetbalclub uit Niterói, in de staat Rio de Janeiro.

## Geschiedenis
De club werd in 1897 opgericht door Brazilianen van Engelse afkomst. In 1901 werd er naast cricket ook voetbal gespeeld en de club speelde de eerste voetbalwedstrijd van de staat. In 1906 nam de club deel aan het Campeonato Carioca, de staatscompetitie en werd er derde. De club speelde tot 1915 in deze competitie. In de jaren twintig speelde de club ook nog enkele seizoenen in het Campeonato Fluminense en trok zich in 1930 hieruit terug toen het profvoetbal ingevoerd werd. De club is nog steeds actief als amateurclub. 